# Taylor megye (Georgia)
Taylor megye az Amerikai Egyesült Államokban, azon belül Georgia államban található. Megyeszékhelye és legnagyobb városa Butler. Lakosainak száma 7816 fő (2020. április 1.). Taylor megye Upson, Schley, Crawford, Peach, Macon, Marion és Talbot megyékkel határos.

## Népesség
A megye népességének változása:
| Lakosok száma | 8775 | 8480 | 8403 | 8464 | 8330 | 7816 |
|               | 2010 | 2011 | 2012 | 2013 | 2015 | 2020 |